# Michael Triegel
Michael Triegel, né le 13 décembre 1968 à Erfurt (RDA), est un artiste contemporain allemand. Il a étudié la peinture et l'art graphique dans la Hochschule für Grafik und Buchkunst Leipzig sous le professeur Arno Rink en 1990—1995. Il est associé à la Nouvelle école de Leipzig.
En 2015, Die Zeit l'appelait «le plus célèbre des artistes religieux en Allemagne».